# ダラーラ・ストラダーレ
ダラーラ・ストラダーレ（Dallara Stradale）は、イタリアのダラーラが開発したスポーツカーで、同社初のロードゴーイングカーである。

## 概要
モータースポーツ・コンストラクターとして名を馳せるダラーラの創業者であるジャンパオロ・ダラーラが、自身の集大成として開発したロードゴーイングカーである。
「公道・サーキットを問わず、ドライビングの歓びを皆に伝えたい」というジャンパオロの思想に基づき、2015年より開発がスタート。開発ドライバーにはF3000でダラーラと繋がりのあったマルコ・アピチェラや、イタリアの著名な開発ドライバーであるロリス・ビコッキらを起用し、レースで培われた様々なテクノロジーを基に開発が進められた。
ジャンパオロ80歳の誕生日となる2016年11月16日にプロトタイプが完成し、81歳の誕生日となる翌2017年11月16日に初の生産車が完成した。第1号車はヴァラーノ・デ・メレガーリのダラーラ工場にてジャンパオロに寄贈された。

## メカニズム

### パワートレイン
フォード製のEcoBoost 2.3L 直列4気筒DOHC直噴 ターボエンジンをミッドシップに横置きで搭載。同社のフォーカスRSに搭載されるユニットにダラーラがチューニングを施したもので、最高出力400PS/6,200rpm、最大トルク51.0kgf·m/3,000〜5,000rpmを発生する。
トランスミッションもフォーカスRSと同型の6速MTが標準装備。オプションでパドルシフト付きの6速AMT（2ペダルMT）も設定される。MT、AMT共に、“ノーマル”と“スポーツ”の2つの異なる走行モードを備える。
安全装備としては、ABS、EBD、TCS、VDCを内包した、ボッシュ製のESPスタビリティコントロールシステムが搭載されている。

### ボディ

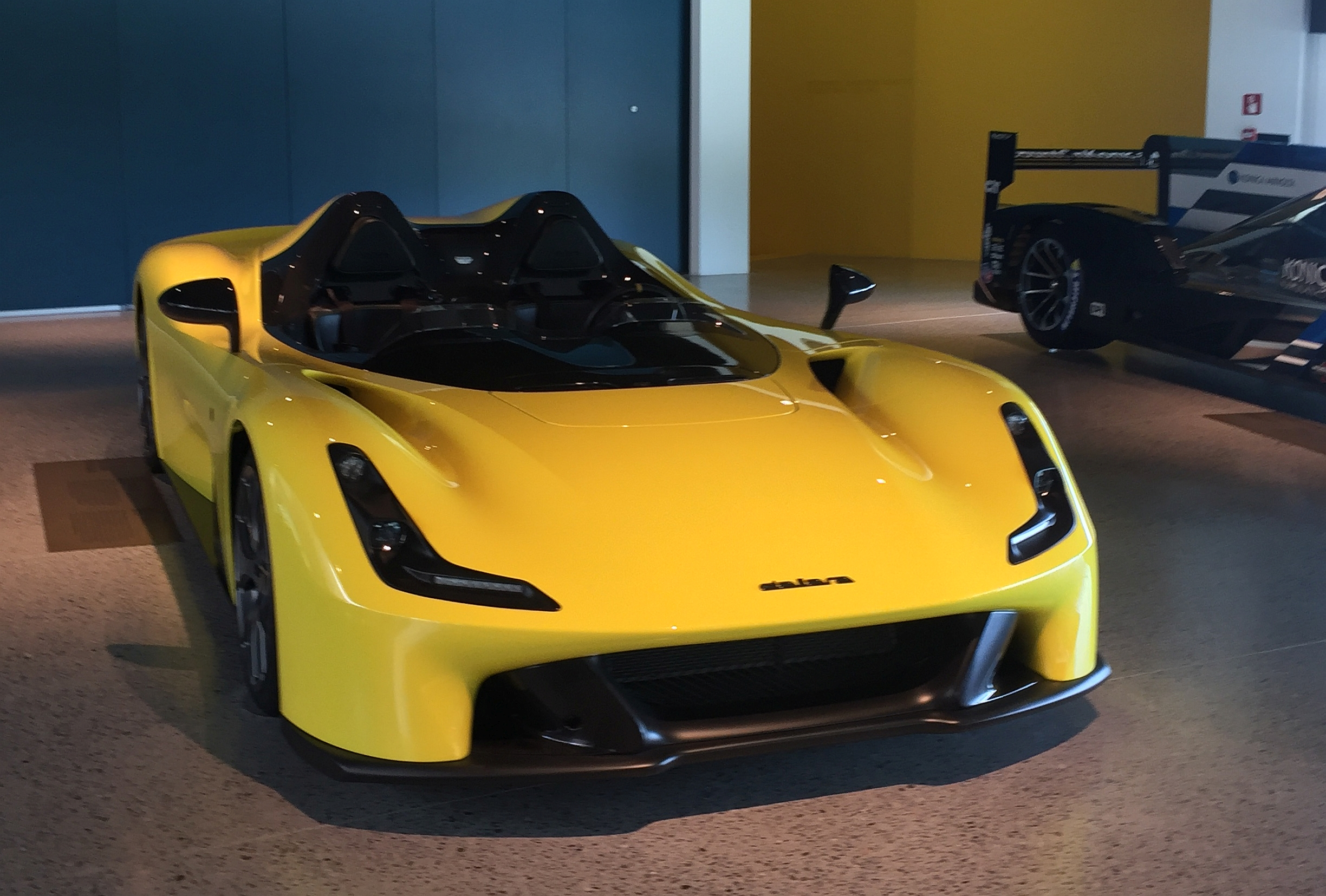
ベースモデル

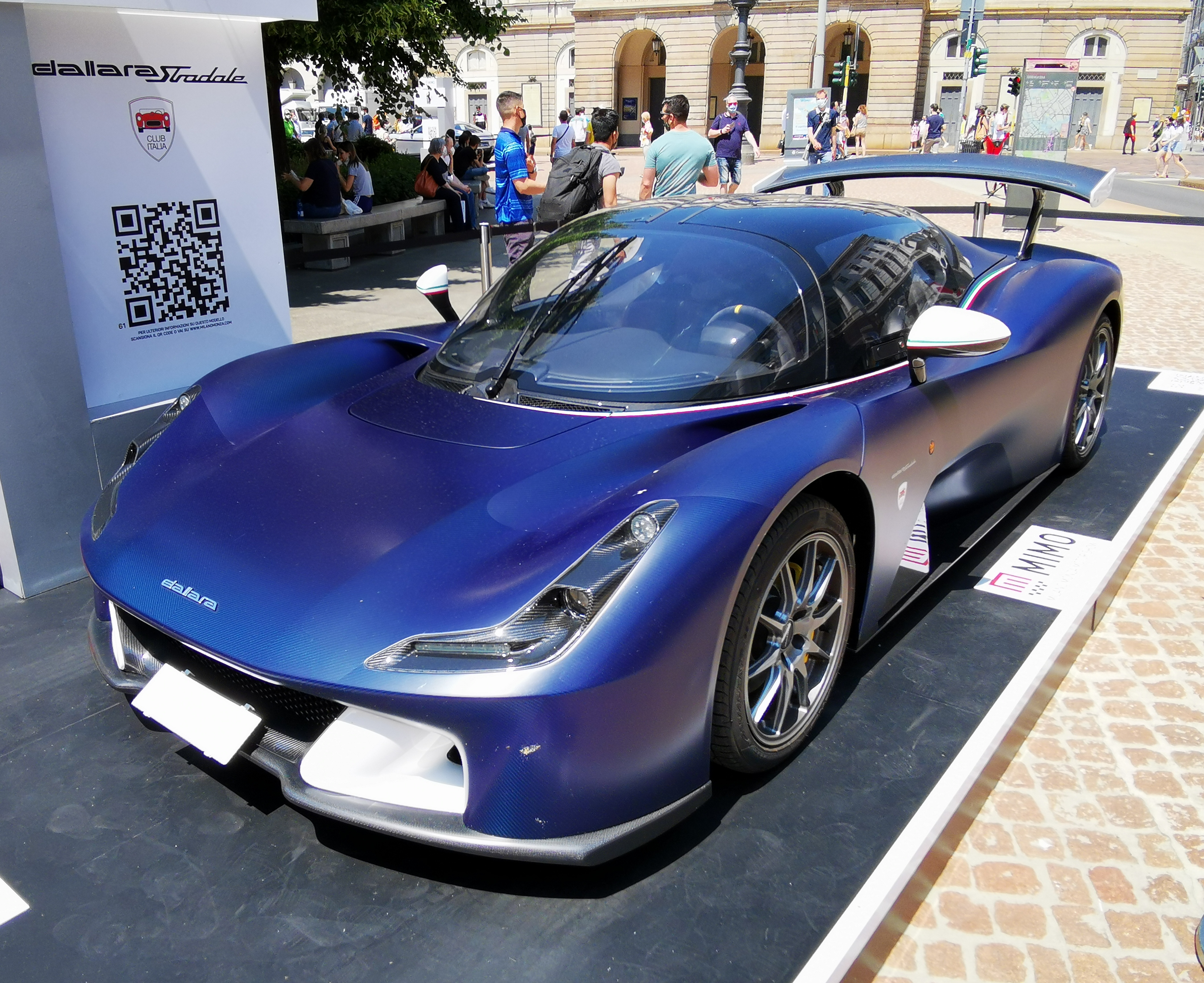
オプションパーツやリアウィングを装着した状態

ベースモデルはフロントガラスやサイドドアを省略した2シーターのバルケッタスタイルである。これは「未来のミウラを作りたい」というジャンパオロの言葉をデザイナーが具現化させたものだという。
オプションでフロントガラスやTバールーフ、ガルウィングドアといった追加パーツが用意されており、タルガトップやクーペ等の異なるボディスタイルにワンタッチで変更することが可能となっている。
インテリアは機能性を重視した簡素なものだが、カーボンとエコレザーを用いることで質感を高めており、カーエアコンも標準で装備されている。

### シャシ
シャシはプリプレグ・オートクレーブ成形によるモノコック構造を採用。レーシングカーで実績のある複合材とカーボンファイバーを広範囲に使用することによって、乾燥総重量は855 kgと軽量に抑えられている。

### タイヤ
タイヤはピレリ製の「P ZERO TROFEO R」が標準で組み合わせられる。タイヤサイズはフロント205/40R18、リア255/30R19。
ブレーキは4輪ともブレンボ製のディスク式だが、構造の簡素化とコストダウンのため一般的なスチール製ディスクを用いている。

### オプション
サーキット走行向けのオプションパーツとして、リアウィングや車高の調整が可能なサスペンションも用意されている。

## 性能
メーカー公称値では0-100 km/h加速3.25秒、最高速度280km/h。最高速度時のダウンフォースはロードカー最高クラスの820kgを発生し、横方向の最大重力加速度は2.0Gにも達する。

## 販売
全世界600台の限定生産となる。現地価格は税抜で€191,000（$236,000）。
日本国内では、かつてアストンマーティン系の車種を取り扱っていた輸入車ディーラー「アトランティックカーズ」がダラーラの正規代理店となっている。販売価格はベースモデルで2,256万5,000円（税別）。